# Villa des Roses (roman)
Villa des Roses is de eerste roman van de Vlaamse schrijver Willem Elsschot. Hij schreef het verhaal in Rotterdam in de Snellinckstraat en ving ermee aan in zijn woning op nr. 7, waarna hij - via een tussenstop van 6 weken op nr. 22 - het verhaal voltooide in zijn derde woning op nr. 49a, waar dit wapenfeit sinds 1962 herdacht wordt met een gedenkplaat op de gevel. Het boek werd in 1913 gepubliceerd en vertelt over de vier jaar die Elsschot in een familiepension in Parijs doorbracht. Het is een autobiografische roman, het personage Grünewald zou Elsschot zelf zijn, aldus de auteur.

In 1968 zond de AVRO een driedelige miniserie uit naar de roman onder regie van Walter van der Kamp.

## Verhaal
Het verhaal gaat over een familiepension dat 'Villa des Roses' heet. Dit pension wordt door het echtpaar Brulot geleid. Het verhaal gaat over de lotgevallen van de verschillende kostgangers, de dienstmeisjes en de eigenaars.

## Personages
Mevrouw Brulot is de echte baas van het pension. Ze woonde in een dorp samen met haar echtgenoot die notaris was. Ze schonk hem een zoon die helaas op zesjarige leeftijd stierf. Het stel verhuisde daarna naar Parijs, en mevrouw nam een aap (Chico) om de plaats van haar zoon in te nemen.
Meneer Brulot houdt zich niet bezig met het pension. Toen zijn zesjarig zoontje stierf, besliste hij zijn notariaat van de hand te doen en naar Parijs te verhuizen. Maar zijn opvolger had hem niet volledig betaald en sindsdien voert hij processen om alsnog zijn geld te krijgen.
Aline is een dienstmeisje. Ze kan goed overweg met mevrouw Brulot.
Louise is ook een dienstmeisje. Ze is sinds vier jaar weduwe en heeft een zoon die bij een oom in Rambouillet woont.
Mevrouw Gendron is de "financiële steunpilaar" van het pension. Ze betaalt 18 frank per dag omdat ze heel oud en dementerend is, terwijl het minimum 5 frank per dag is. Haar zoon, die arts is, heeft haar in het pension geplaatst omdat hij het niet te druk met haar wil hebben. Mevrouw Gendron heeft de gewoonte kleine artikelen van de andere gasten te ontvreemden. Iedereen weet dat zij dat doet en de dienstmeisjes maken van tijd tot tijd haar koffer open om de betreffende zaken zonder ophef aan de eigenaren te retourneren.
Mevrouw Dumoulin was de vrouw van een Franse diplomaat in Teheran. Ze heeft daar ook gewoond, maar haar echtgenoot heeft haar al snel bedrogen. Ze is ook oud en betaalt ook boven het minimum.
Meneer Aasgaard is een Noor die naar Parijs gekomen is om Frans te leren.
Meneer Grünewald is een Duitser uit Breslau. Hij drinkt veel wijn.
Mevrouw de Kerros komt uit Bretagne. Niemand in het pension houdt van haar en ze gedraagt zich vreemd; ze slikt pillen tijdens het middageten en blijkt niet goed in haar vel te zitten.
Meneer Knidelius is een Nederlander die 35 jaar op Java heeft doorgebracht.
Meneer Brizard komt elke dag in het pension eten, maar slaapt daar niet. Hij is bijna altijd triestig en depressief.
Meneer Martin heeft eerder enige tijd met zijn echtgenote in het pension doorgebracht en keert er later terug in gezelschap van zijn Poolse vriendin en haar moeder. De drie maken gezamenlijk gebruik van een kamer.
Meneer Colbert, eveneens een etensgast, maakt veel grappen en leert ook Frans aan Aasgaard.
Verder zijn er nog drie Hongaarse meisjes, die zich kennelijk bezighouden met wulpse aangelegenheden, waar overigens niemand aanstoot aan of notitie van schijnt te nemen. Een ervan vindt op den duur een 'oom' bij wie zij intrekt en de andere twee zullen waarschijnlijk spoedig volgen.

## Verhaallijnen
Mevrouw Brulot leidt het pension op efficiënte wijze en slaagt erin op gezette tijden bepaalde zaken zo te plooien dat zij er wat extra francs aan kan bijverdienen. Zo verkoopt zij de eieren die haar rond het huis scharrelende kippen leggen in de stad voor 20 centimes, waarop zij voor de helft van de prijs Italiaanse eieren koopt, die zij in de tuin legt en vervolgens triomfantelijk binnenhaalt. De prijs die elke pensiongast betaalt berekent zij aan de hand van diverse (niet steeds relevante) criteria, zoals status, nationaliteit, naïviteit en fysieke omvang. Bij een feestelijke gelegenheid weet zij via een deal met meneer Colbert de gasten zo ver te krijgen dat zij elk op hun beurt flessen champagne laten aanrukken voor meer dan het dubbele van de inkoopprijs. Het gezichtspoeder van de oude mevrouw Gendron vervangt zij door aardappelmeel, omdat de oude vrouw dat toch niet in de gaten heeft.
De roman verhaalt diverse kleine en grotere gebeurtenissen die de verschillende personages betreffen. Zo wordt de oude mevrouw Gendron op een gegeven moment zodanig in het openbaar vernederd vanwege het tijdens een feestdiner ter ere van het naamfeest van mevrouw Dumoulin in haar tas steken van enkele sinaasappels, dat zij lange tijd op wraak zint en uiteindelijk op het idee komt dit bot te vieren op mevrouw Brulots oogappel, de aap, die zij op slinkse wijze ontdoet van zijn ketting, waarop het dier in de open haard belandt en levend verbrandt.
De heer Martin en zijn twee dames zijn wanbetalers. Mevrouw Brulot wil hier overigens niets van zeggen, want het zijn goede klanten en zij hoopt dat alles alsnog in orde zal komen. Hij verdwijnt na verloop van tijd echter met de noorderzon, met achterlating van de twee vrouwen, en laat de pensioneigenaars achter met een flink verlies van inkomsten. De oude notaris Brulot eist het onmiddellijke vertrek van de twee, maar mevrouw Brulot laat ten slotte toe dat de twee armlastige vrouwen nog even mogen blijven.
De meest uitgewerkte verhaallijn betreft die van de Duitser Richard Grünewald en het dienstmeisje Louise. Hij slaagt erin de jonge weduwe, die al een kind heeft, te verleiden en haar lange tijd aan het lijntje te houden. Zij is hevig verliefd op hem geworden, maar hem is het slechts om een pleziertje te doen. Als zij zwanger blijkt laat zij zich door een 'juffrouw' aborteren, maar Grünewald verlaat haar niettemin voor een ander avontuurtje, onder het mom van een terugkeer naar Breslau, waar hij vandaan zou komen. Hij bevindt zich overigens nog steeds in Parijs. Zij probeert wanhopig per brief met hem in contact te komen en overweegt zelfs hem in Breslau op te zoeken, maar de verre reis en de hoge kosten gaan haar vermogen te boven.
Iedereen is geschokt als de depressieve heer Brizard zich in de tuin met een revolver van het leven berooft. Tot mevrouw Brulots opluchting laat hij echter een briefje achter, vergezeld van een bankbiljet waarmee hij zijn achterstallige betalingen voldoet. Zij parkeren het lijk tijdelijk op de kamer van mevrouw Gendron, die niet in de gaten heeft dat de man dood is, maar hem wel ontdoet van zijn gouden horloge en een zilveren potloodje.
De eigenaar van het pension overlijdt echter, waarop zijn zoon het gebouw van de hand wil doen. Het zal worden gesloopt in verband met stadsvernieuwing. Het echtpaar Brulot gaat op zoek naar een nieuw onderkomen en alle gasten verlaten een voor een het pension op zoek naar een ander adres.
Het verhaal eindigt met de trieste terugkeer van het bedrogen dienstmeisje Louise naar haar ouders en haar geboortedorp.